# Гомперс, Сэмюэл
Сэмюэл Гомперс (при рождении Гомперц; 1850—1924) — лидер рабочего движения в США.

## Биография
Родился в Спиталфилдсе, в семье еврейских эмигрантов из Нидерландов Сары Мозес Роод (1827—1898) и Соломона Гомперца (после эмиграции Гомперс; 1827—1919), из известного рода Гомперц. Их предки во второй половине XVII века прибыли в Амстердам из Вестфалии и Регенсбурга. Состоял в родстве с философом Теодором Гомперцом.
В 1863 г. эмигрировал в Америку, где организовал рабочих табачных фабрик, став во главе их союза. В 1881 г. был представителем от рабочих табачных фабрик на съезде Американской федерации труда (АФТ). В 1882 г. избран председателем этой федерации, насчитывавшей два миллиона членов; с того времени почти беспрерывно избирался в её председатели. Гомперс считал, что в США, где обществу предоставлены основные политические права и свободы, рабочие могут бороться за улучшение своего положения эволюционным путем без революционных потрясений.
Особенно отличился своей агитацией в пользу восьмичасового рабочего дня и, в качестве председателя крупнейшей в мире организации, оказывал немалое давление на правительство США и на их законодательные меры по отношению к рабочему классу. Изначально противопоставлял АФТ социалистическому движению, утверждая, что для рабочих важны не теории, а реальные материальные достижения. 
По мнению В. И. Ленина:

 Гг. Легин, Гомперс и подобные им люди не являются представителями рабочего класса: они представляют лишь аристократию и бюрократию рабочего класса.— Секретарю «Лиги социалистической пропаганды», ПСС, 5 изд., т. 27, с. 73
Он провёл также установление первого понедельника в сентябре в качестве официального праздника, известного под названием Labor Day. В 1907 г. издаёт официальный орган АФТ The American Federationist, часто помещая в нём статьи по различным вопросам.
Участвовал в создании международных профсоюзных объединений — Панамериканской федерации труда (1918 г.) и Амстердамского интернационала профсоюзов (1919 г.).

## В литературе
Изображён под именем Чарльза Гомперса в рассказе Владимира Короленко «Без языка».